# 楊寶吾
楊寶吾（？—？），字西庚，湖南靖州人，清朝官員。
光緒元年（1875年）楊寶吾接替朱幹隆，於台灣擔任台灣府嘉義縣知縣，掌管今嘉義縣、嘉義市、雲林縣一帶政事。翌年，因催收稅契造成命案，遭福建巡撫丁日昌嚴參，八月遭革職查辦。